# 전국인민대표대회의 홍콩 국가보안법 도입 결정
홍콩특별행정구의 국가안전을 수호하는 법률제도와 집행기제 수립 및 완비에 관한 전국인민대표대회의 결정(중국어 간체자: 全国人民代表大会关于建立健全香港特别行政区维护国家安全的法律制度和执行机制的决定, 한자음: 전국인민대표대회관어건립건전향항특별행정구유호국가안전적법률제도화집행기제적결정; 중국조선어: 향항특별행정구 국가안전보장 법률제도와 집행기제를 건립, 건전히 할데 관한 전국인민대표대회 결정; 통칭 전국인민대표대회의 홍콩 국가보안법 도입 결정)은 중화인민공화국이 홍콩 내에서 국가 안보를 해치는 행위를 효과적으로 예방·억제·처벌하기 위한 홍콩 국가보안법을 도입하기로 전국인민대표대회에서 2020년 5월 28일 내린 결정이다. 중화인민공화국은 홍콩시민의 '범죄인 인도법안'에 대한 집회에 이는 철회과정을 겪은 뒤에 치밀한 준비를 거쳤다.

## 내용
처벌 수위등의 구체적 법안의 내용은 전국인민대표대회 상무위원회가 만들고 홍콩정부가 발표하게 된다. 5월 28일 3시 베이징시 인민대회당에서 제 13기 3차 전체회의에서 대표단 2885명 참여에 찬성 2878표에 반대는 1표가 나왔고, 기권이 6표였다.

### 주요 내용
- 외국 세력의 홍콩 내정 개입금지
- 국가 분열 및 테러리즘 활동 처벌
- 국가안보 교육 강화
- 중앙정부가 중화인민공화국 국가안전부 등 국가안보기관을 홍콩에 설치할 근거 마련

## 각계반응

### 중화인민공화국
롼쭝쪄 중화인민공화국 국게문제연구원 부원장은 미국의 위협이 법 제정을 막는데는 소용없다면서 최악의 시나리오에 대비했다고 주장했다.
스인훙 인민대 교수는 미국 정부가 이 법의 통과에 대한 대응의 강도에 대해 생각을 좁히지 못하고 있다고 주장했다.
환구시보는 홍콩에 사는 미국인 8만 5천여명 때문에 미국의 이익도 해칠 것을 각오해야 한다고 주장했다.

### 중화민국
추다성 중화민국 경제연구원은 홍콩이 관세에 대한 특별한 지위를 잃게 된다면 홍콩의 경제는 심각한 타격을 받을 것이다.

### 미국
미국의 도널드 트럼프 행정부는 이 조치에 맞대응하여 2020년 5월 28일. 미국내에 있는 중화인민공화국 유학생의 추방조치를 예고하고 있다. 총 36만명중에 3000명에 해당된다.

### 영국
영국은 홍콩 주민 31만명에게 영국 시민권 취득을 용이하게 하겠다고 의사를 밝혔다. 이 대상은 홍콩 반환 전 영국이 발급한 영국해외시민 여권을 보유한 자에게 해당한다.

## 홍콩내부 시위

### 홍콩 경찰의 대응
최루탄과 물대포를 이용하여 2020년 5월 25일 120명을 체포
후추탄을 발사하여 2020년 5월 28일 300여명을 체포

## 같이 보기
- 반분열국가법
- 전국인민대표대회
- 전국인민대표대회 상무위원회